# Vladimir Kličko
Vladimir Kličko (službeno, od njemačkog Wladimir Klitschko) ili prema ukrajinskom Volodimir Kličko (ukr. Володимир Володимирович Кличко; čitaj Volodimir Kličko); (Semipalatinsk, 25. ožujka 1976.); je ukrajinski umirovljeni boksač i bivši svjetski prvak po verzijama WBA (super), IBF, WBO, IBO te časopia The Ring; jedini veliki naslov koji nije imao jest naslov koji je držao njegov brat Vitalij Kličko, naslov po WBC-u. Kao boksač amater Volodimir Kličko osvojio je i zlatno odličje na Olimpijskim igrama u Atlanti 1996. godine.
U profesionalnoj karijeri osvojio je naslove po verziji WBO 2003. i 2008., IBF 2006. te IBO 2006. U dosadašnjoj karijeri je boksao u 69 mečeva, od čega ima 64 pobjeda (54 nokautom) i 5 poraza.
Pobjedom nad Rusom Ibragimovim u veljači 2008. ujedinio je naslove u teškoj kategoriji po IBF i WBO verziji.
Poslije devet godina na tronu, Kličko je izgubio titule WBA, WBO, IBF i IBO, izgubivši meč od Irca Tysona Furya, 28. studenog 2015. godine.

## Ime
Vladimir je ruska inačica ukrajinskog imena »Volodimir« koju je koristio u rusofonom dijelu rodnog mu Semipalatinska u Kazahstanu. U službenoj upotrebi koristi njemačku inačicu ruskog imena »Wladimir«.

## Vanjske poveznice
- Službene stranice braće Kličko (njemački, engleski, ukrajinski, i ruski)
- Snimke borbâ u športskoj karijeri Vladimira Klička  Arhivirana inačica izvorne stranice od 20. srpnja 2006. (Wayback Machine)